# 中国会计准则
《中华人民共和国企业会计准则》是中华人民共和国企业会计核算的行为规范，由中华人民共和国财政部制定。基本采用国际会计准则的原则与理念，具有行政法规的性质。
目前中国施行的企业会计准则以2006年发布的《企业会计准则》为基础，经过后续的修订和扩充，逐渐形成现有的企业会计准则体系。企业会计准则包括两部分：
1. 《企业会计准则——基本准则》[1]，于2006年2月15日发布，自2007年1月1日起施行。2014年7月23日根据《财政部关于修改<企业会计准则——基本准则>的决定》[2]修改，自发布之日起施行。
2. 《企业会计准则——具体准则》[3]，于2006年2月15日发布，包括《企业会计准则第1号--存货》等38项具体准则，自2007年1月1日起在上市公司范围内施行，鼓励其他企业执行。部分准则后续进行了修订。自2014年起，又陆续制定发布了会计准则第39-42号。

另外，与企业会计准则相配套的，还有各准则的应用指南和企业会计准则解释文件。截至2023年11月，会计准则解释已发布至《企业会计准则解释第17号》。
2017年颁布新金融工具准则与新收入准则，2018年颁布新租赁准则。

## 企业会计准则--基本准则
- 第一章　总则
- 第二章　会计信息质量要求
- 第三章　资产
- 第四章　负债
- 第五章　所有者权益
- 第六章　收入
- 第七章　费用
- 第八章　利润
- 第九章　会计计量
- 第十章　财务会计报告
- 第十一章　附则

## 企业会计准则--具体准则
- 第1号：存货
- 第2号：长期股权投资（2014年修订）
- 第3号：投资性房地产
- 第4号：固定资产
- 第5号：生物资产
- 第6号：无形资产
- 第7号：非货币资产交换（2019年修订）
- 第8号：资产减值
- 第9号：职工薪酬（2014修订）
- 第10号：企业年金基金
- 第11号：股份支付
- 第12号：债务重组（2019年修订）
- 第13号：或有事项
- 第14号：收入（2017年修订）
- 第15号：建造合同
- 第16号：政府补贴（2017年修订）
- 第17号：借款费用
- 第18号：所得税
- 第19号：外币折算
- 第20号：企业合并
- 第21号：租赁（2018年修订）
- 第22号：金融工具确认和计量（2017年修订）
- 第23号：金融资产转移（2017年修订）
- 第24号：套期会计（2017年修订）
- 第25号：保险合同（2020年修订）
- 第26号：再保险合同
- 第27号：石油天然气开采
- 第28号：会计政策、会计估计变更和差错更正
- 第29号：资产负债表日后事项
- 第30号：财务报表列报（2014年修订）
- 第31号：现金流量表
- 第32号：中期财务报告
- 第33号：合并财务报表（2014年修订）
- 第34号：每股收益
- 第35号：分部报告
- 第36号：关联方披露
- 第37号：金融工具列报（2017年修订）
- 第38号：首次执行企业会计准则
- 第39号：公允价值计量（2014年制定）
- 第40号：合营安排（2014年制定）
- 第41号：在其他主体中权益的披露（2014年制定）
- 第42号：持有待售的非流动资产、处置组和终止经营（2017年制定）

## 相关
- 一般公认会计原则
- 国际财务报告准则
- 会计准则
- 中华人民共和国财政部